# Souimanga de Newton
Anabathmis newtonii
Espèce
Statut de conservation UICN

LC : Préoccupation mineure
Le Souimanga de Newton (Anabathmis newtonii) est une espèce de passereaux de la famille des Nectariniidae, endémique de l'île de Sao Tomé en Afrique de l'Ouest.

## Description
Dans sa publication de 1887, Barboza du Bocage indique que cet oiseau mesure 100 mm de longueur totale.

## Systématique
Le nom valide complet (avec auteur) de ce taxon est Anabathmis newtonii (Bocage, 1887).
L'espèce a été initialement classée dans le genre Cinnyris sous le protonyme Cinnyris newtonii Bocage, 1887,.
Ce taxon porte en français le nom vernaculaire ou normalisé suivant : Souimanga de Newton,.
Anabathmis newtonii a pour synonymes :
- Cinnyris newtonii Bocage, 1887[4]
- Nectarinia newtonii (Bocage, 1887)[1]

## Étymologie
Son épithète spécifique, newtonii, ainsi que son nom vernaculaire, « de Newton », lui ont été donnés en l'honneur du naturaliste et explorateur portugais Francisco Newton (d) (1864-1909) qui a fourni deux des trois spécimens étudiés par Barboza du Bocage.

## Publication originale
- J. V. Barboza du Bocage, « Oiseaux nouveaux de l'Ile St. Thomé », Jornal de Ciências Matemáticas, Físicas e Naturais, vol. 11, no 44,‎ février 1887, p. 250-253 (ISSN 0368-430X, lire en ligne).